# Base militaire de Bergen
La base militaire de Bergen (en anglais : Bergen-Hohne Training Area, en allemand : NATO-Truppenübungsplatz (TrÜbPl) Bergen ou Schießplatz Bergen-Hohne), au sud de la lande de Lunebourg (Basse-Saxe, Allemagne), est, avec sa surface de 284 km2 (d'une longueur de 27 km du nord au sud et de 18 d'est à ouest) l'une des plus grandes bases militaires d'entraînement en Europe.
En 1935, la Wehrmacht s'établit sur la commune de Bergen. Après la fin de la Seconde Guerre mondiale en 1945, la British Army of the Rhine s'installe et reste durablement en agrandissant la base. Depuis les années 1960, elle est utilisée aussi par l'armée allemande et les forces de l'OTAN.

## Géographie

### Emplacement
La base d'entraînement militaire est à cheval sur les arrondissements de la Lande et de Celle, dans cette région qu'on appelle le Heidmark (de). La zone la plus septentrionale commence à la sortie de la Bundesautobahn 7 au sud de Soltau, à l'est Bergen à proximité de la Bundesstraße 3 et de la Landesstraße 298, à l'ouest la limite est parallèle à la Bundesautobahn 7 près de Bad Fallingbostel jusqu'à l'échange BAB7/BAB27 à Walsrode. La région la plus méridionale est la tourbière d'Osterheide (de).
Le terrain est situé à environ 40 kilomètres au nord de Hanovre, à environ 60 kilomètres au sud-est de Brême et à environ 60 kilomètres au sud de Hambourg.

### Paysage
La partie centrale de la base d'entraînement est constituée de la lande, entre Lohheide et Osterheide (de), qui représentent des zones non incorporées depuis 1945. Les rivières sont au nord la petite Wittenmoor, au nord-est la Großes Moor (de) et au sud la tourbière. Les autres parties sont couvertes de bois.
Au nord-ouest, en dehors de la base, coulent le Böhme et ses nombreux ruisseaux, au sud-est le Meiße, deux affluents de l'Aller. Au sud, se trouve le Liethbach, un affluent de la Meiße, qui longe le Château de Bredebeck.
Le point culminant est le Falkenberg (de), à 150 m au-dessus de la mer, le point le plus bas est à 28 m dans la tourbière d'Osterheide.
Au centre de la base, se trouve un site archéologique, les Sieben Steinhäuser, un groupe de cinq grandes tombes mégalithiques. Le site est ouvert certains jours au public.

Panorama du champ de tir I

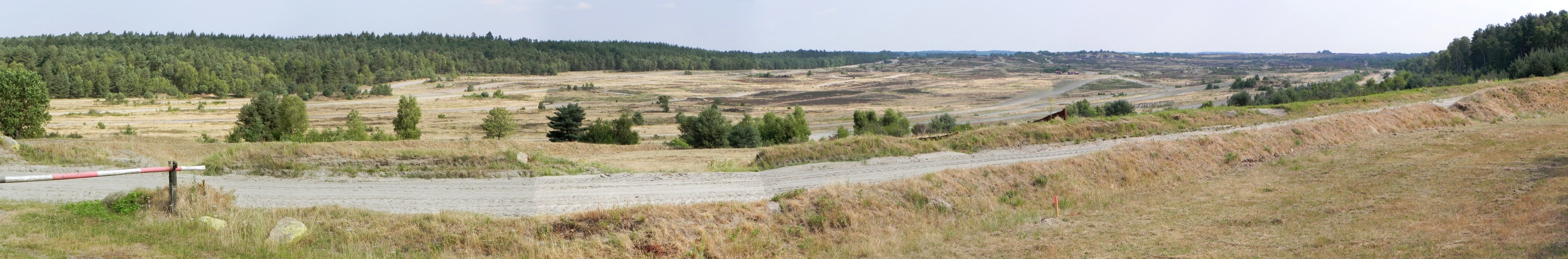
Panorama du champ de tir IX

## Histoire

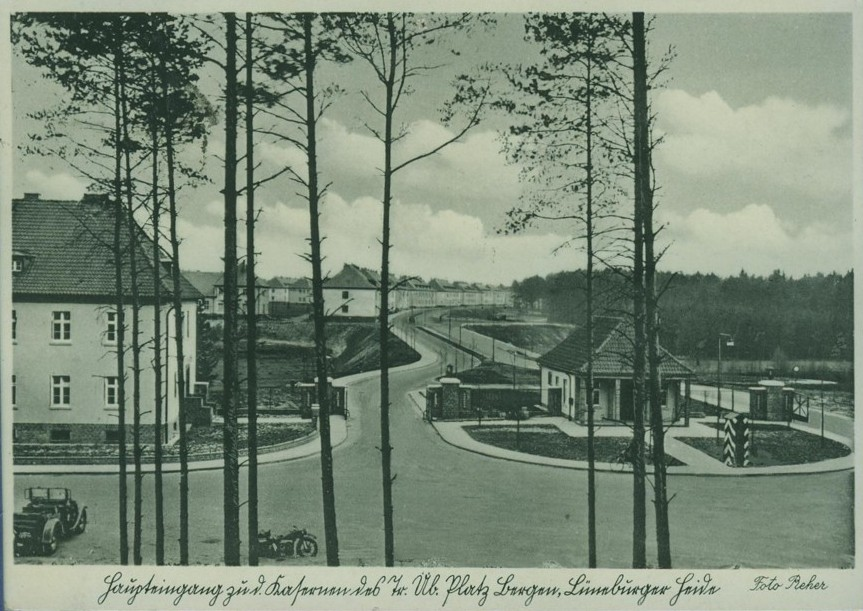
Base de Bergen au XIXe siècle

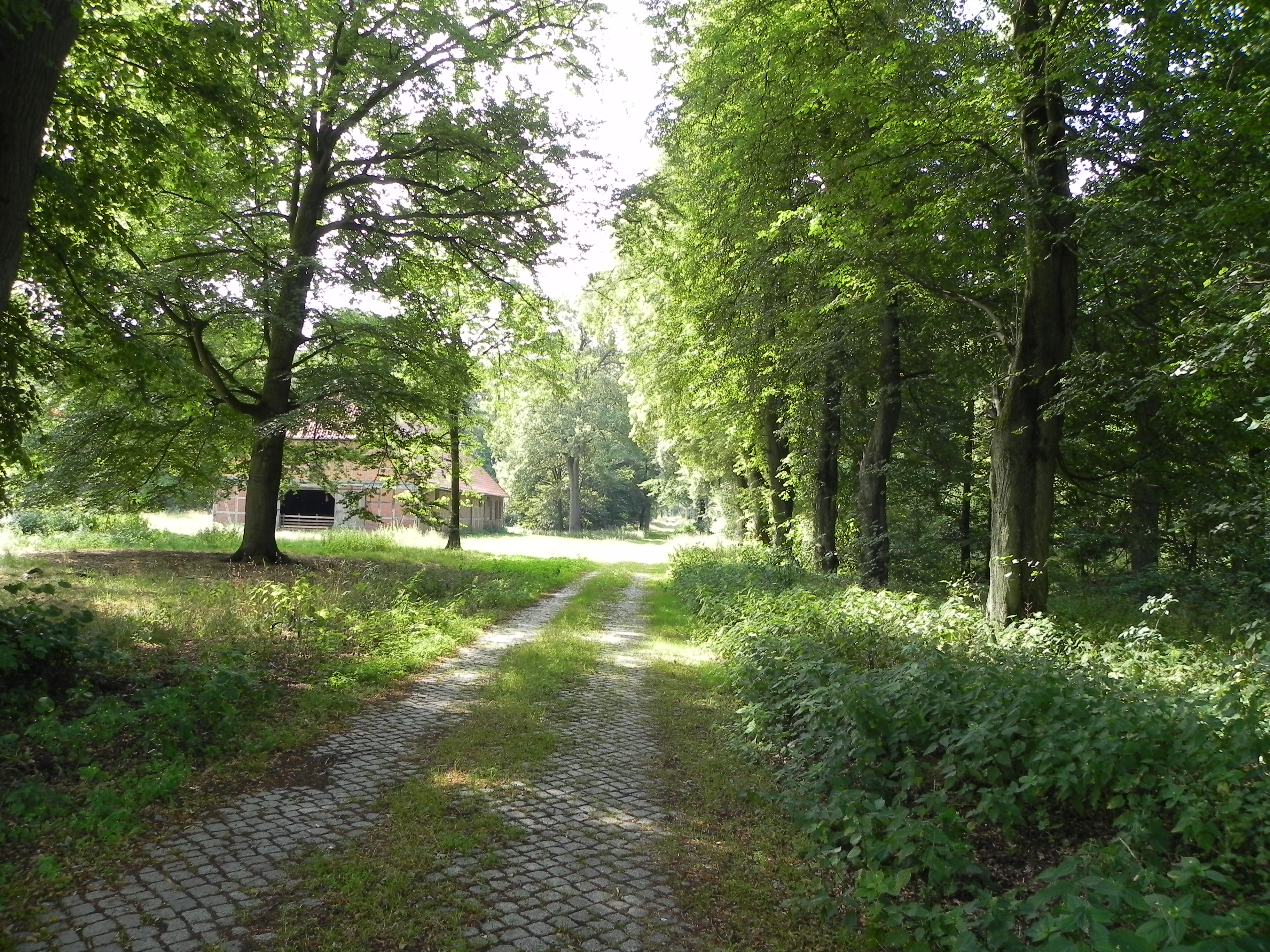
Rue de l'ancien village d'Ettenbostel

Durant le XIXe siècle, l'armée du Royaume de Hanovre établit deux petites places d'exercice.
Les plans initiaux pour la construction de la zone d'entraînement débutent en août 1934 dans le cadre du renforcement militaire du Troisième Reich. Cette région a été choisie pour la création de la plus grande zone de formation de la Wehrmacht en raison de la faible densité de population et des paysages variés. Le 15 septembre 1934, la nouvelle de cette création parvient aux agriculteurs locaux qui se rassemblent le 1er octobre aux Sieben Steinhäuser pour rencontrer le Reichsnährstand à Goslar. Le 18 mars 1935, 80 agriculteurs vont à Berlin. Malgré la contestation, ce sont 3 650 habitants de 25 lieux-dits qui doivent partir.
À l'est du terrain sont construits 100 casernes, 50 écuries et 40 grands garages ainsi qu'un hôpital militaire, des dépôts et une cour vitrée pour travailler les prises de vues. Au sud des casernes, il y a une usine de munitions d'infanterie. Les premiers soldats viennent s'installer le 4 mai 1936. À l'ouest, du 1er avril 1937 à 1942, on construit d'autres casernes, garages et dépôts. Le 1er août 1938, on se consacre aux terrains militaires.
Le 15 avril 1945, l'armée de terre britannique s'empare de la base de Bergen et la renomme "Royal Armoured Corps Training Centre". Elle étend la base jusqu'en 1952 pour atteindre sa taille actuelle. Durant la Guerre froide, jusqu'à 50 000 soldats américains et anglais sont présents. La base militaire de Bergen travaille en collaboration avec la base militaire de Munster (de).
En 1957, l'armée allemande est invitée pour la première fois par l'armée britannique. Le 1er avril 1958, l'armée britannique lui remet la base. Elle devient la plus grande zone d'entraînement militaire en Europe et l'un des centres de formation pour les forces terrestres de l'OTAN en Allemagne de l'Ouest.
Après la fin de la Guerre froide, le nombre de soldats est réduit, mais l'effectif demeure toujours important avec les régiments britanniques de la Royal Armoured Corps : Royal Scots Dragoon Guards, 7th Armoured Brigade HQ & Signals, le 32e régiment du génie blindé et une partie de la 1re division blindée, soit 15 000 soldats à Bergen et à Celle. En outre, la base est de plus en plus utilisée par l'armée allemande et les forces de l'OTAN. Entre autres, la composante terre de l'armée belge y tire ses missiles antichars
L'armée britannique s'est totalement retiré en en septembre 2015. Une brigade néerlandaise est arrivée en mars 2016. Le bataillon mixte de chars germano-néerlandais 414 est mis en service à Bergen.

## Disposition actuelle

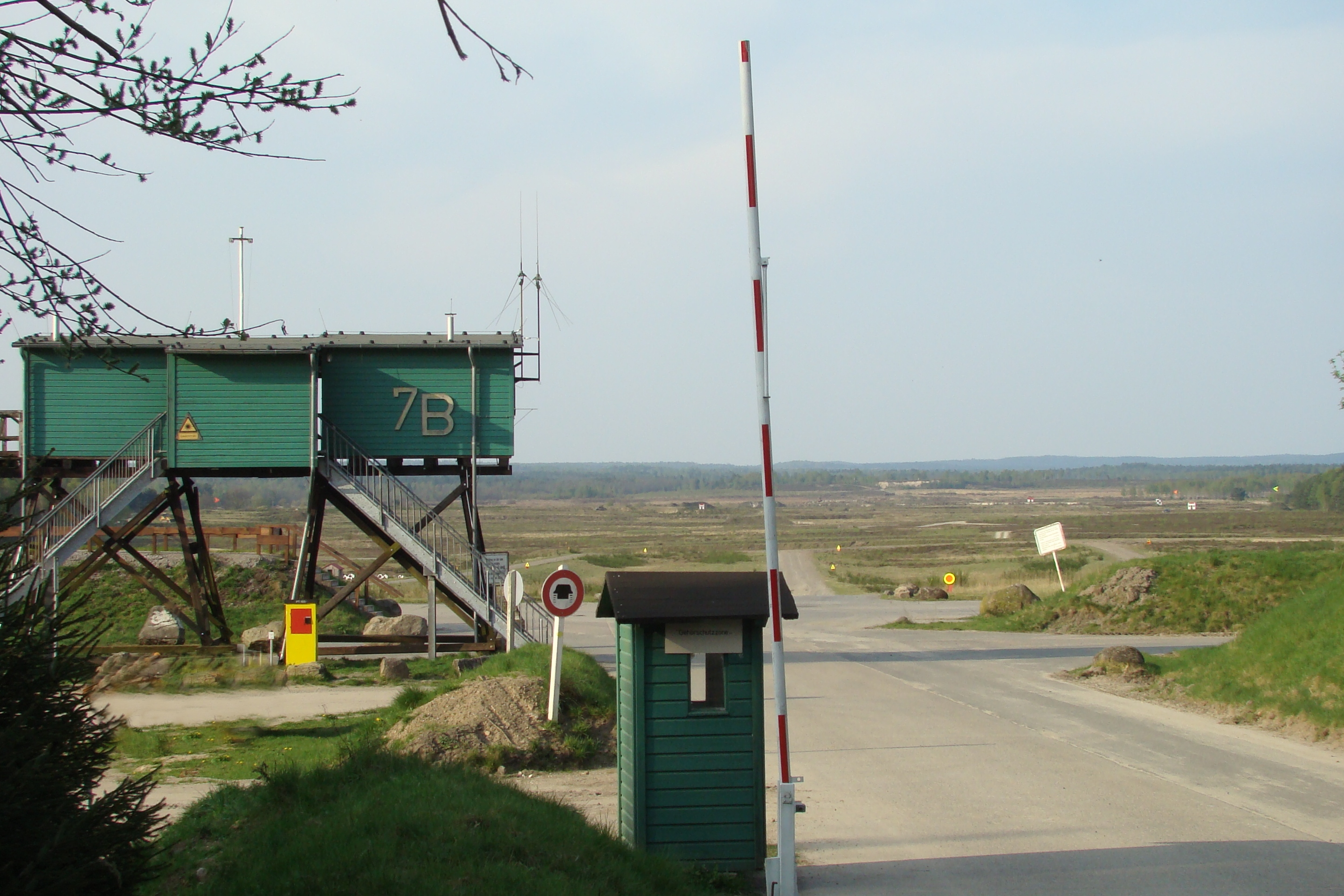
Tour de contrôle du champ de tir pour les chars VII

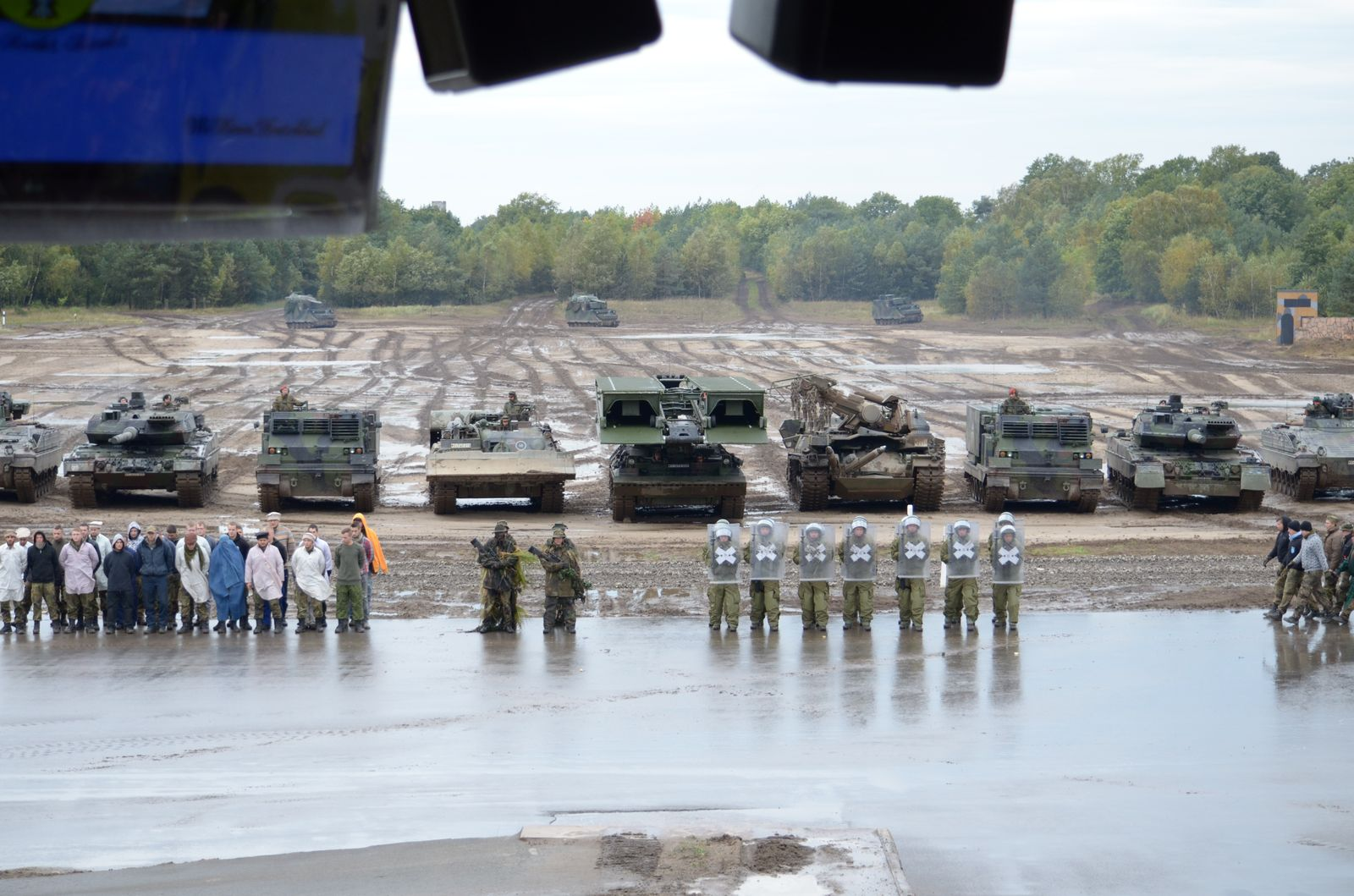
Entraînement au combat urbain en 2012

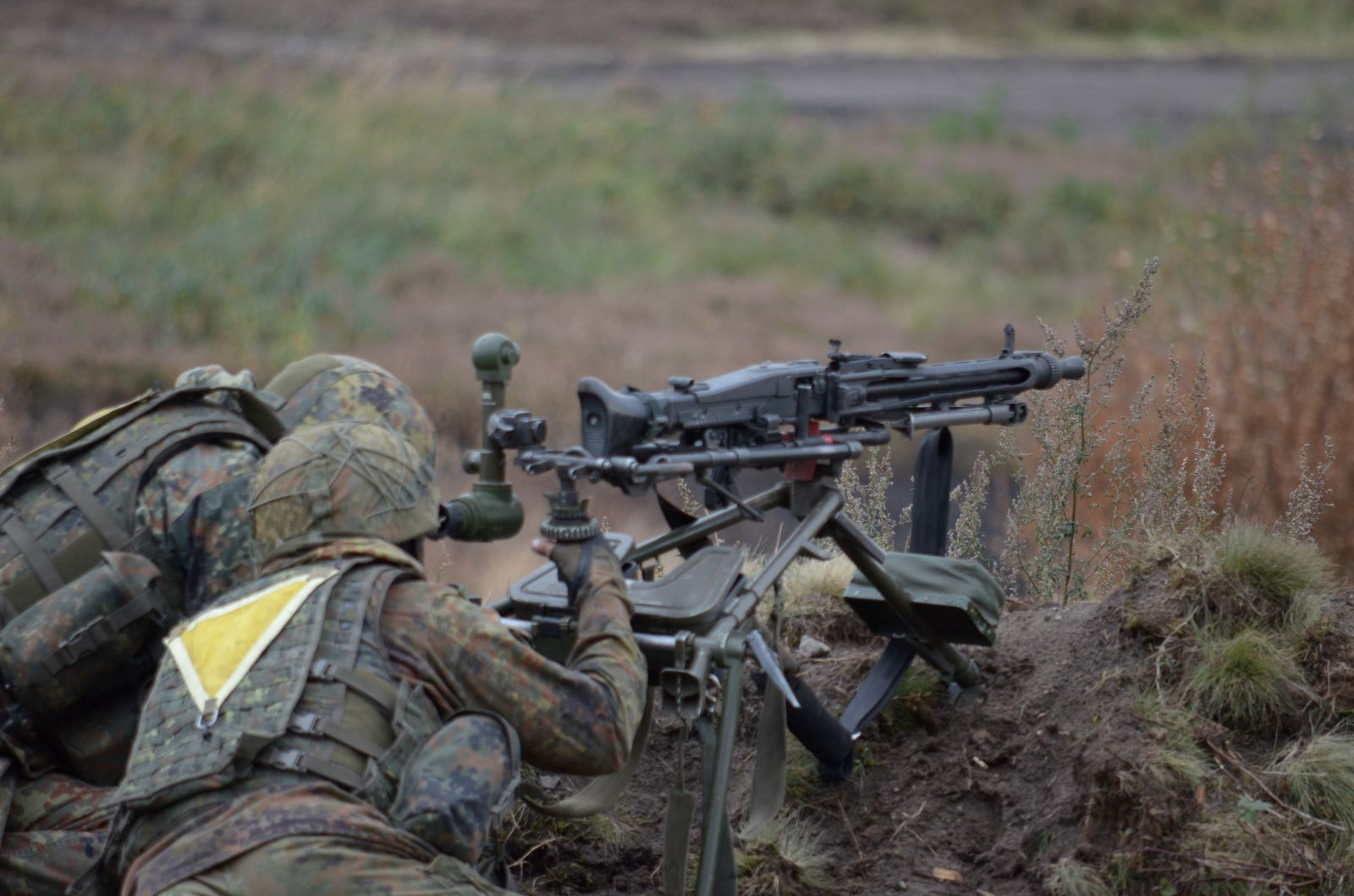
Entraînement à l'artillerie

Les champs de tir établis à l'origine, l'année de leur mise en service et leur utilisation :
| Champ de tir | Ouvert en | Fonction                                          |
| ------------ | --------- | ------------------------------------------------- |
| I            | 1936      | Champ de tir pour les chars                       |
| II           | 1936      | Champ de tir pour l'infanterie                    |
| III          | 1936      | Champ de tir pour l'infanterie + Défense aérienne |
| IV           | 1936      | Champ de tir pour l'infanterie                    |
| V            | 1936      | Champ de tir pour l'infanterie et l'artillerie    |
| VI           | 1936      | Champ de tir pour les chars                       |
| VII          | 1939      | Champ de tir pour les chars                       |
| VIII         | 1939      | Champ de tir pour les chars                       |
| IX           | 1939      | Champ de tir pour les chars                       |
| X            | 1939      | Champ de tir pour les chars                       |
| XI           | 1941      | Champ de tir pour les chars                       |
| XII          | 1944      | Champ de tir pour les chars                       |

Aujourd'hui, il y a sur place 22 couloirs de tir pour les chars de combat principal et les véhicules de combat d'infanterie, dont neuf avec missile antichar. En outre, il y a 14 positions de tir d'artillerie, dont six sont situées à l'extérieur des limites du terrain. Il y a aussi cinq pour les fusils militaires et les mitrailleuses, trois pour des armes anti-chars et un équipement pour la lutte antiaérienne, le combat urbain, les véhicules amphibies et le bivouac.
Les pays qui viennent sur la base sont l'Allemagne, les Pays-Bas, le Royaume-Uni et la Belgique. Sont surtout utilisés le char Leopard 2, le Challenger 2, l'hélicoptère d'attaque AH-64 Apache et le canon PzH 2000 ainsi que des drones.
Les coûts d'entretien de la zone d'entraînement s'élève à environ 750 000 euros par semaine.

## Commandement
Le commandant de la zone d'entraînement militaire de Bergen est le colonel Gerd Ahrens, le superviseur des zones d'entraînement de Bergen, Munster (de), Lübtheen et Ehra-Lessien. L'actuel directeur est le lieutenant-colonel Michael Helftenbein.

## Ouverture au public
Une fois par an, à l'automne, la base est ouverte aux cyclistes pour trois parcours et un aux patineurs, passant par les Sieben Steinhäuser. Entre 2 000  et   3 000 personnes participent régulièrement. À intervalles irréguliers des visites guidées en bus sont également disponibles.

## Patrimoine culturel

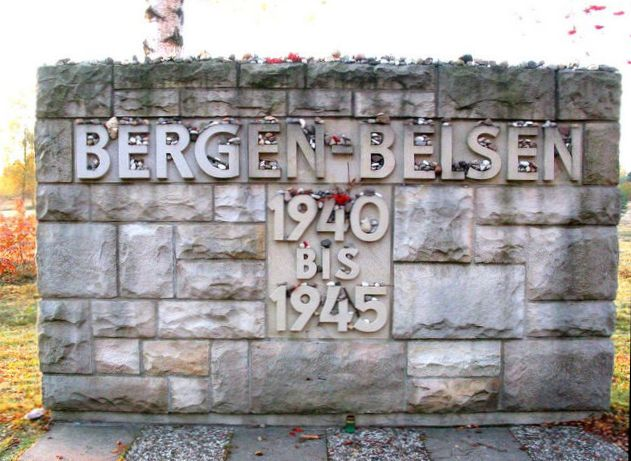
Stèle à l'entrée du camp de Bergen-Belsen.

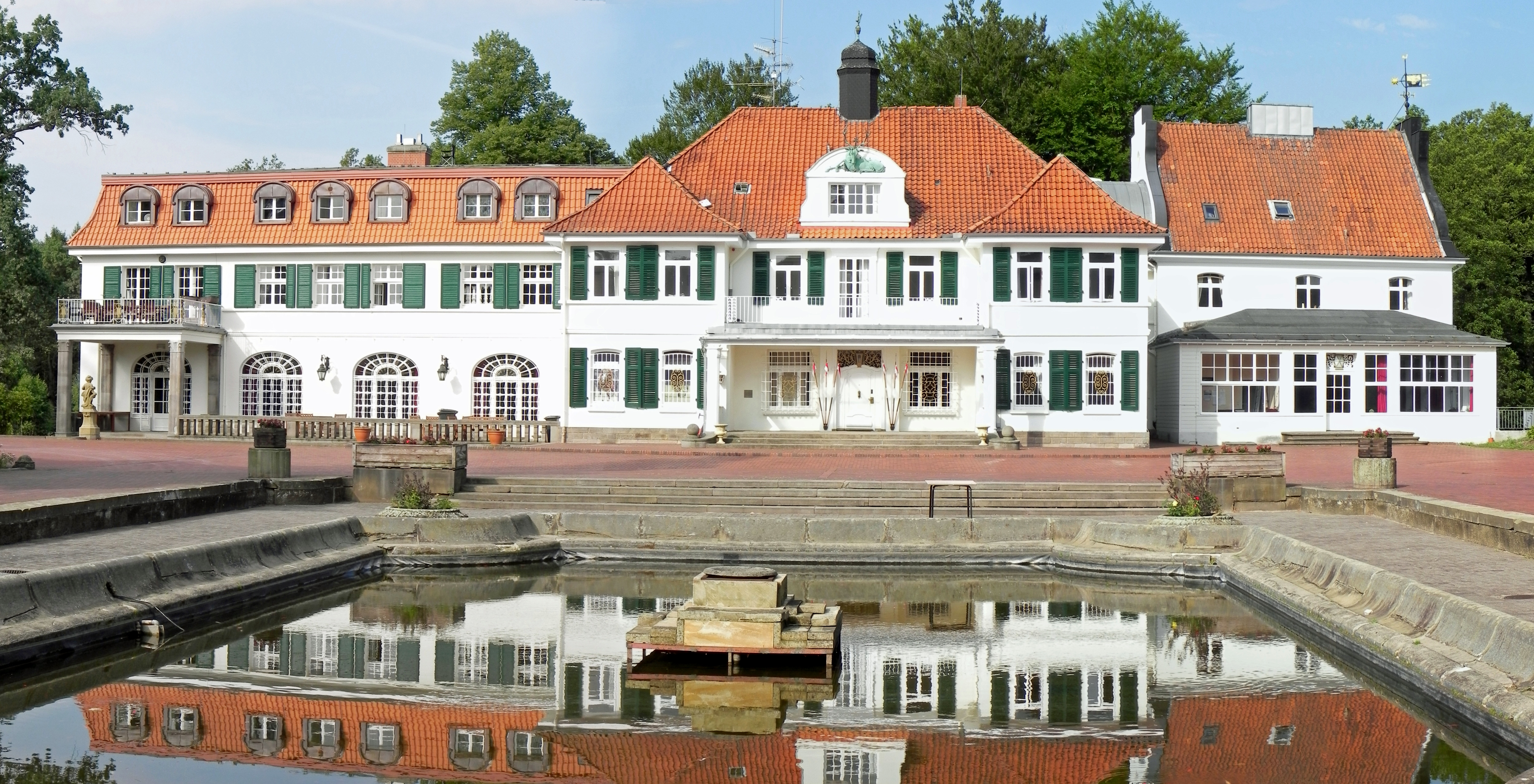
Château de Bredebeck

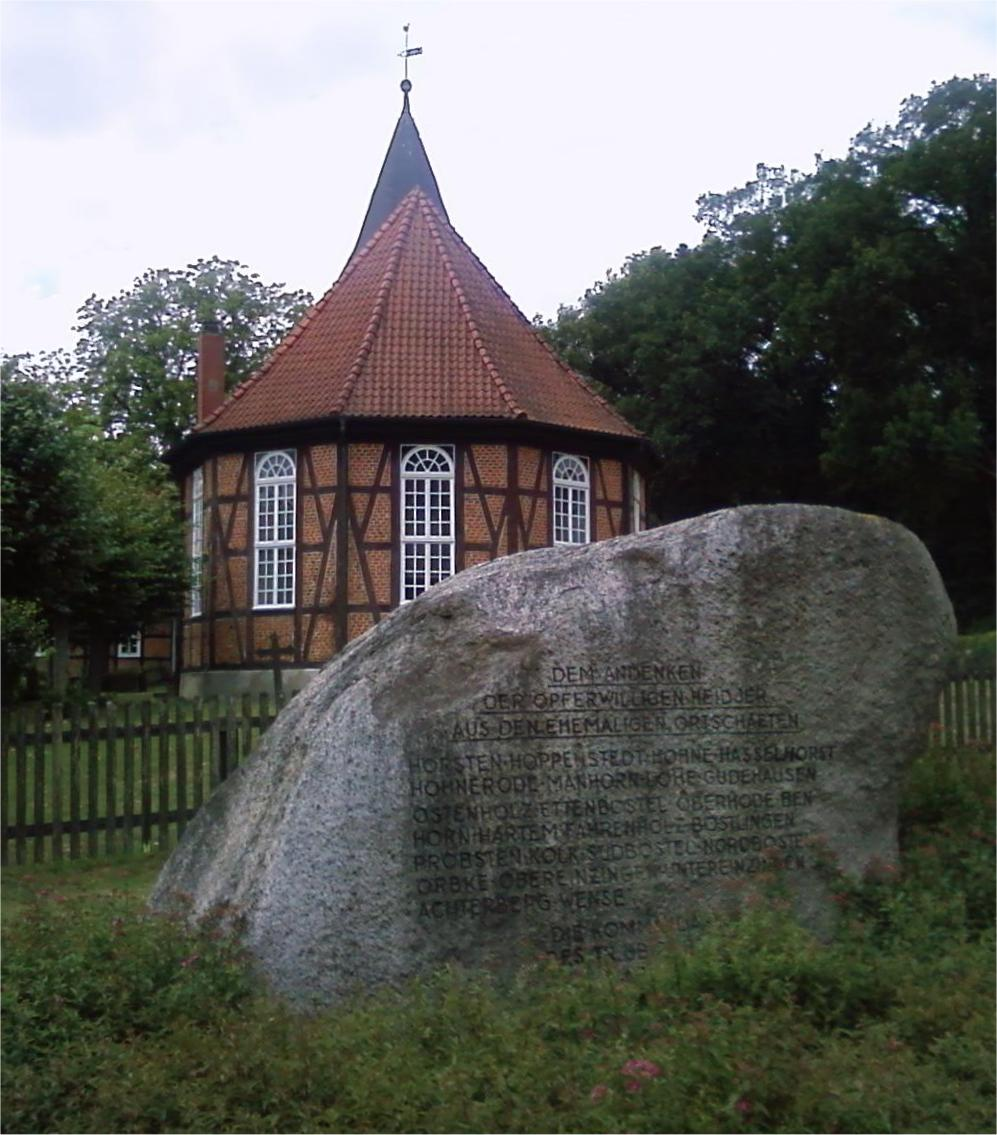
Chapelle d'Ostenholz et le monument pour les personnes déplacées

- Le camp de concentration de Bergen-Belsen.
- Les cimetières des prisonniers de guerre soviétiques.
- Le camp de personnes déplacées de Belsen (de).
- Cimetière militaire allemand.
- Le Château de Bredebeck, fermé au public. Depuis 1945, il abrite le mess des officiers de l'armée britannique. Il accueille aussi la famille royale britannique lorsqu'elle rend visite aux troupes britanniques présentes en Allemagne.
- Église de 1724 avec son clocher en bois.
- Monument pour l'évacuation de 1936.
- Les Sieben Steinhäuser.
- Chapelle d'Ostenholz, datant de 1558.

## Source, notes et références
- (de) Cet article est partiellement ou en totalité issu de l’article de Wikipédia en allemand intitulé « Truppenübungsplatz Bergen » (voir la liste des auteurs).

1. ↑  « Pourquoi les Piranha DF90 de l’armée belge ne tirent pas des munitions antichars », sur À l'Avant-Garde, 6 mars 2020 (consulté le 15 janvier 2024).
2. ↑  « L'entretien d'un char Leopard », sur pmg.be (consulté le 15 janvier 2024).